# Patrera stylifer
Patrera stylifer là một loài nhện trong họ Anyphaenidae.
Loài này thuộc chi Patrera. Patrera stylifer được Frederick Octavius Pickard-Cambridge miêu tả năm 1900.